# Charles-François Champigneulle
Pour les articles homonymes, voir Champigneulle (homonymie).
Charles-François Champigneulle né à Metz le 9 octobre 1820 et mort à Savonnières-devant-Bar le 11 août 1882 est maître verrier et industriel français.

## Biographie
En 1861, Charles-François Champigneulle fonde à Metz un établissement de sculpture religieuse en céramique, puis reprend en 1868 la célèbre maison de peinture sur verre de Laurent-Charles Maréchal, dit Maréchal de Metz, qui devient dès lors la maison « Maréchal et Champigneulle ». Son ami Charles Maréchal, artiste messin également, lui offre toutes ses connaissances et compétences dans la restauration et la création architecturale.
En 1872, du fait de l'annexion de Metz par l'Allemagne, Charles-François Champigneulle transfère ses établissements à Bar-le-Duc.
Charles Maréchal prolonge la zone de chalandise de Bar-le-Duc vers l'étranger, ce qui confère à l'entreprise et à ses ouvriers un statut d'entreprise de notoriété internationale. L'entreprise est renommée pour ses vitraux. Charles-François Champigneulle meurt le 11 août 1882 et est inhumé à Savonnières-devant-Bar.

## Postérité
Emmanuel Champigneulle, dernier fils de Charles-François, prend la succession de son père dans le Barrois et part pour Nancy à la fin 1908.
Louis-Charles-Marie Champigneulle (1853-1905), le fils aîné de Charles-François, dit Charles Champigneulle fils, époux de Marie Catherine Brasseur, fonde de son côté en 1881 une importante succursale à Paris.
Son fils, Charles-Marie Champigneulle (1880-1908), architecte et maître verrier, donne naissance à Jacques Charles Champigneulle (1907-1955), également maître verrier, actif de 1928 à 1952 et renommé pour l'ensemble de son œuvre dont des témoignages sont exposés au musée de la Marine à Paris, à Nantes, et au Metropolitan Museum à New York pour sa collaboration avec le peintre Jean Dupas (1882-1964).